# Leo Schneider
Léo Schneider (Porto Alegre, 10 de fevereiro de 1910 — dezembro de 1978) foi um compositor, maestro, organista, pianista e pedagogo brasileiro.

## Biografia
Iniciou seus estudos musicais no "Instituto Brasileiro de Piano", sendo aluno de piano de João Schwarz Filho, renomado professor do antigo Instituto Livre de Bellas-Artes, concluindo este curso em 1929. Foi um dos fundadores, primeiro regente e depois colaborador eventual do Orfeão Rio-Grandense, e durante muitos anos foi membro da orquestra estável do Club Haydn, onde depois, tornou-se o regente, por muitos anos. 
Nos anos 30, aderiu ao Integralismo, de Plínio Salgado, sendo um dos fundadores do núcleo de Porto Alegre da Ação Integralista Brasileira (AIB), ao lado de nomes como Nestor Pereira, Nestor Contreiras Rodrigues e outros.
Apresentou-se como concertista de piano e órgão em vários espaços da capital, interior do estado e fora do Brasil. A partir de 1949 seguiu para os Estados Unidos a fim de se aperfeiçoar, estudando com o Prof. Dr. Paul van Katwijk na Southern Methodist University, em Dallas, Texas.
Em 1950 estava de volta a Porto Alegre, onde passou a ter destacada atuação como professor junto ao Instituto de Artes da Universidade Federal do Rio Grande do Sul, onde criou a cadeira de Órgão, ao Colégio Americano e ao Instituto Porto Alegre (IPA), onde foi professor Canto Orfeônico, além de assumir a direção de vários grupos corais e lecionar canto coral no Ginásio Agrícola Senador Pinheiro Machado. Como professor da Escola Dominical da Comunidade Evangélica de Porto Alegre Centro deu especial atenção às crianças, tratando de evangelizá-las através da música a fim de que servissem de exemplo para os adultos. Mesmo sendo luterano, ligado intimamente ao Protestantismo, tinha uma visão religiosa ecumênica onde a música era um elo entre as várias crenças, e desenvolveu atividades junto a organismos católicos, protestantes e judaicos.
Léo Schneider também foi fundador e Patrono da Associação de Organistas de RS, Presidente da ordem dos Músicos do RS e fundador do Conservatório de Música do Colégio Americano, que posteriormente veio a receber o seu nome.
Foi pai da também organista Anne Schneider.
Faleceu em dezembro de 1978.

## Obra

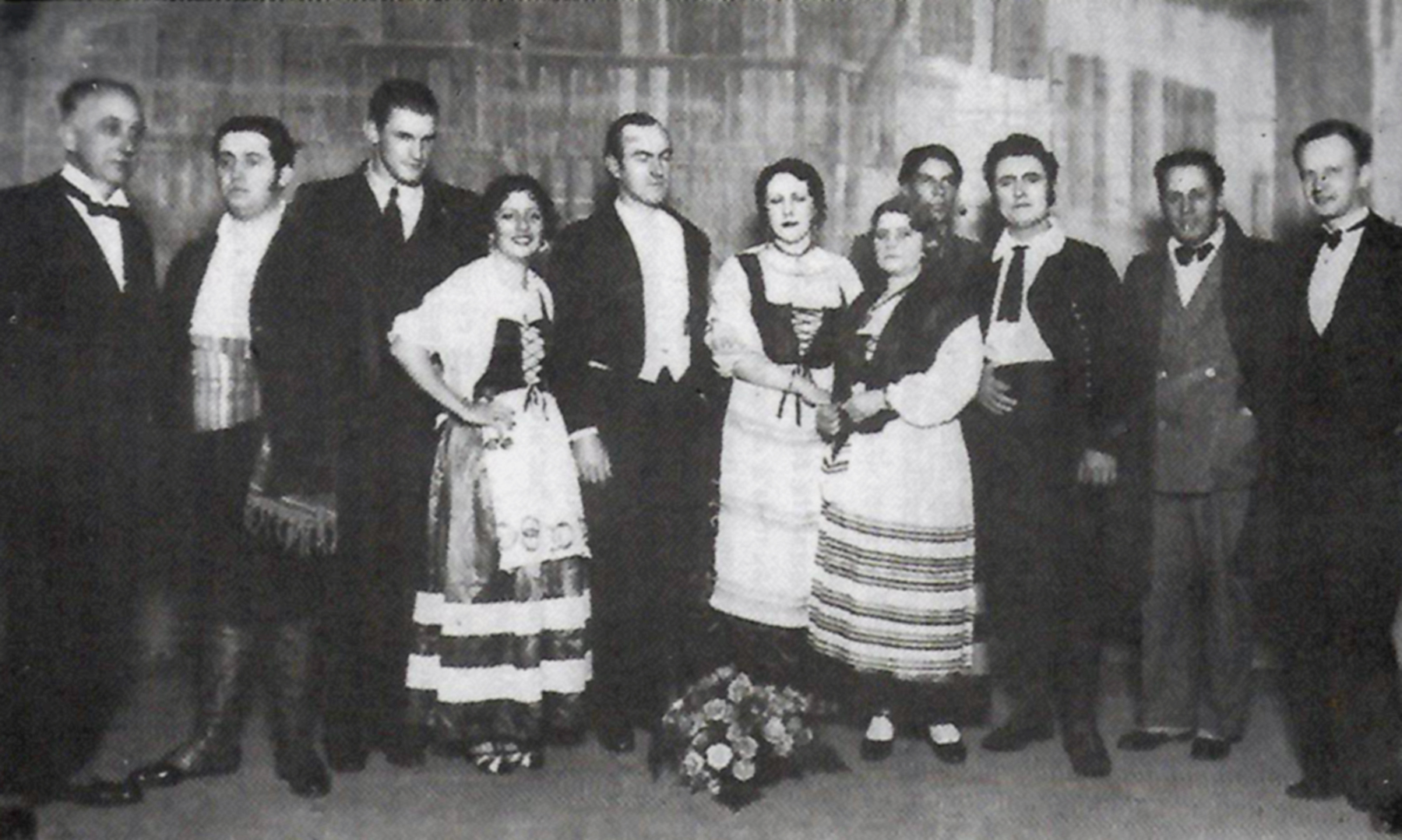
Membros do Orfeão Rio-Grandense envolvidos na apresentação da ópera Cavalleria Rusticana na temporada de 1934. Da esquerda para a direita: Antonio Porcello, João Gomes Falcão, o maestro Léo Schneider, Maria Helena Leão, o maestro Roberto Eggers, Olga de Siqueira Pereira, Conchita Frasca, Demófilo Xavier, Ruggiero Micheletto, não identificado, e o presidente Renaud Jung.

Autor brasileiro que mais compôs Oratórios. Schneider se especializou na música sacra, gênero no qual foi figura isolada no estado em sua geração, o que lhe aumenta a importância. Seus oratórios, em número de cinco, formam o maior ciclo de música sacra brasileira do século XX. Sempre teve a preocupação de que suas obras fossem bem compreendidas pelo seu público, desenvolvendo uma escrita clara e simplificada. Deixou bom número de peças em várias formações, destacando-se:
- Benção (1933).
- Magnificat.
- Sermão da Montanha.
- Kyrie Eleison (1941)
- Um ciclo de cinco oratórios completos (O Calvário (1943), São João Batista (1946), Purificação do Templo (1947), Conversão de São Paulo (1948) e Jesus Nazareno (1950)).
- Entrega teu caminho ao Senhor, salmo 37.
- peças instrumentais especialmente para Piano e Órgão.
- corais para o culto protestante.

Além disso deixou obras teóricas: Desenvolvimento Musical: bosquejo histórico, onde defendeu a criação de uma música genuinamente brasileira, e A Missão da Música Sacra, onde discutiu o papel da verdade na arte.